# پائس (کائوکا)
پائس (کائوکا) (به اسپانیایی: Páez, Cauca) یک سکونتگاه مسکونی در کلمبیا است که در بخش کائوکا واقع شده‌است.